# Julià (militar)
Julià (en llatí Julianus) va ser un destacat oficial militar romà del temps de l'emperador Còmmode.
Al principi va ser molt apreciat per l'emperador que el va nomenar prefecte del pretori, però més tard va caure en desgràcia per causes desconegudes, i finalment Còmmode va ordenar la seva execució.